# ゼイ・イート・ドッグス
『ゼイ・イート・ドッグス』（原題:丁: I Kina Spiser de Hunde）は、デンマークの映画作品。

## あらすじ
冴えない男・アービッドは、襲いかかってきた二人組の強盗を取り押さえたことで英雄視されるが、彼らの目的が人工授精の資金獲得だったことを知り、罪悪感にさいなまされる。
彼らへの償いを考えていた彼は、ある行動に出る。

## キャスト
※括弧内は日本語吹替
- キム・ボドゥニア（金尾哲夫）
- デジャン・キューセック（増谷康紀）
- トーマス・ヴィラム・ジェンセン
- ニコライ・リー・コス
- ブライアン・パターソン